# Emilie Nicolas
Emilie Nicolas est une chroniqueuse canadienne au Devoir et à Montreal Gazette, une militante antiraciste et féministe, cofondatrice de Québec inclusif et consultante à l'Ordre de Montréal,.

## Biographie
Née en 1989, à Gatineau, d'un père haïtien et d'une mère canadienne-française,, Emilie Nicolas a principalement grandi à Lévis.
Lors de ses années au cégep, Emilie Nicolas a commencé à s'engager dans la lutte contre le racisme et les inégalités sociales,. Au début des années 2010, elle milite pour le Parti libéral du Québec, notamment au sein de sa Commission-Jeunesse. Emilie Nicolas déménage ensuite dans le quartier Côte-des-Neiges afin d'entreprendre des études en littérature comparée à l'Université de Montréal, où elle décrochera un baccalauréat.
En février 2019, Emilie Nicolas devient chroniqueuse au Devoir, puis elle rejoint Montreal Gazette au même titre en novembre 2020.
Le 15 mai 2020, elle remporte un prix d'excellence du SODEP pour son article Maîtres chez l'Autre dans la revue Liberté.
Le 21 octobre 2021, elle reçoit un blâme du Conseil de presse du Québec pour avoir rapporté des informations inexactes dans une chronique écrite en juin 2020.

## Militantisme
En 2013, dans le cadre du débat sur la Charte des valeurs québécoises, Emilie Nicolas co-fonde Québec inclusif, un organisme à but non lucratif unissant les citoyens contre le racisme et l'exclusion sociale,,, ; ce regroupement citoyen s'opposera à la Charte des valeurs québécoises. En 2016, à la suite de l'affaire Jean-Pierre Bony, elle contribue avec Will Prosper, Suzie O’Bomsawin et Haroun Bouazzi, au lancement d'une pétition à l'Assemblée nationale pour la mise en place d'une commission de consultation sur le racisme systémique,,,.

## Récompenses
- 2013 : Prix Harry Jerome, catégorie Leadership[23];
- 2014 : Prix du Gouverneur général en commémoration de l’affaire « personne »[24],[9],[25],[26];
- 2020 : Prix d'excellence : Prix essai, analyse et théorie[12];
- 2021 : Prix personnalité média écrit engagée de l’année du Gala Dynastie[27];
- 2024 : Prix Rédactrice d’opinion de l’année du Gala Dynastie [28].